# أندريه سكاف
أندريه سكاف ممثل سوري ولد (1 يوليو 1966) من أم لبنانية و أب سوري ، وكانت انطلاقته من مسلسل عيلة خمس نجوم.

## عن حياته
ولد أندريه سكاف جميل في مدينة الزبداني الجبلية في ريف دمشق ، وتخرج عام 1992 من المعهد العالي للفنون المسرحية بدمشق. شارك في الكثير من الأعمال الفنية والمسلسلات السورية المميزة مع العديد من شركات الإنتاج السورية ومع التلفزيون السوري وقدم ادوار وشخصيات عديده تميز وأبدع في تقديمها، بدايته كانت في دور دلامة في مسلسل أبو دلامة التاريخي الكوميدي من إنتاج مركز دبي للأعمال الفنية التابع لتلفزيون دبي.

### حياته الأسرية
- متزوج من الفنانة «سوسن أبو عفار»، ولديهما من الأبناء «سوناتا».[1][2]

## أعماله[3]
1. تاج 2024
2. كسر عضم السراديب 2024
3. الخائن 2023
4. بناية هب الريح 2021
5. حرملك 2019
6. الكندوش 2021
7. تحت الحزام مسلسل 2016
8. سليمو وحريمو مسلسل 2016
9. صدر الباز مسلسل 2016
10. الطواريد مسلسل 2016
11. شهر زمان مسلسل 2015
12. دنيا 2 مسلسل 2015
13. مآسي على قياسي مسلسل 2015
14. أبو دزينة مسلسل 2015
15. ناطور الفيلا مسلسل 2015
16. بقعة ضوء 11 مسلسل 2015
17. عناية مشددة مسلسل 2015
18. طوق البنات مسلسل 2015
19. حارة الأصيل مسلسل 2015
20. وجوه وراء الوجوه مسلسل 2014
21. بواب الريح مسلسل 2014
22. طوق البنات مسلسل 2014
23. الغربال سرور مسلسل 2014
24. حمام شامي مسلسل 2014
25. رجال الحارة مسلسل 2014
26. خان الدراويش مسلسل 2014
27. وطن حاف ح24 مسلسل 2013
28. زهر البنفسج مسلسل 2013
29. صديقي الاخير فيلم 2013
30. الانفجار مسلسل 2013
31. سوبر فاميلي مسلسل 2013
32. فتت لعبت مسلسل 2013
33. زمن البرغوت مسلسل 2013
34. المصابيح الزرق مسلسل 2012
35. الأميمي مسلسل 2012
36. رومانتيكا مسلسل 2012
37. طاحون الشر مسلسل 2012
38. أبو جانتي ج2 (رفرفت) مسلسل 2012
39. أوراق بنفسجية مسلسل 2012
40. بناتي حياتي مسلسل 2012
41. كمون وليمون مسلسل 2012
42. عمر سراقة بن مالك مسلسل 2012
43. طالع الفضة  مسلسل 2011
44. صبايا ج3 مايك مسلسل 2011
45. صايعين ضايعين مسلسل 2011
46. بومب أكشن مسلسل 2011
47. يوميات مدير عام(ج2) طارق مسلسل 2011
48. في حضرة الغياب مسلسل 2011
49. مرايا 2011 مسلسل 2011
50. ميمو والعم فرحان العم فرحان مسلسل 2011
51. أبواب الغيم مسلسل 2010
52. هدية نفيسه مسلسل 2010
53. بني جان  مسلسل 2010
54. أبو جانتي مسلسل 2010
55. صبايا ج 2 (رجعنا من جديد) مسلسل 2010
56. بعد السقوط مسلسل 2010
57. شاميات مسلسل 2010
58. ساعة الصفر مسلسل 2010
59. بقعة ضوء ج7 مسلسل 2010
60. فنجان الدمّ مسلسل 2009
61. موعود مسلسل 2009
62. آخر أيام الحب مسلسل 2009
63. سيلينا فيلم 2009
64. بهلول أعقل المجانين مسلسل 2009
65. أنا وإخوتي الجزء الثالث مسلسل 2009
66. مغامرات طارق مسلسل 2009
67. باب الحارة 3 الجاسوس مسلسل 2008
68. الحوت نوري مسلسل 2008
69. ضيعة ضايعة  مسلسل 2008
70. أهل الغرام ج2 (شخصيات متعددة) مسلسل 2008
71. بقعة ضوء ج6 مسلسل 2008
72. شركاء يتقاسمون الخراب مسلسل 2008
73. أنا وإخوتي الجزء الثاني  مسلسل 2008
74. أصعب قرار مسلسل 2008
75. موعد مع المطر مسلسل 2008
76. بهلول أعقل المجانين (ج2) مسلسل 2008
77. حارة عالهوا مسلسل 2008
78. من غير ليه مسلسل 2008
79. دندرمة مسلسل 2008
80. ظل امرأه مسلسل 2007
81. الليلة الثانية بعد الألف مسلسل 2007
82. رجل الانقلابات مسلسل 2007
83. ممرات ضيقة علوان مسلسل 2007
84. أسير الإنتقام مسلسل 2007
85. اسماع وطنش مسلسل 2007
86. بهلول أعقل المجانين بهلول مسلسل 2007
87. أيام الولدنة مسلسل 2006
88. أهل الغرام ج1 (أدوار متعددة) مسلسل 2006
89. الإنتظار غليص مسلسل 2006
90. خالد بن الوليد ج1 طليحه بن خويلد مسلسل 2006
91. الوزير وسعادة حرمه يحيى مسلسل 2006
92. يوميات عربي مسلسل 2006
93. عصفور طيار مسلسل 2005
94. خلف القضبان مسلسل 2005
95. كل شي ماشي مسلسل 2005
96. حكايا وخفايا مسلسل 2005
97. نوادر وحكايا مسلسل 2005
98. عشتار مسلسل 2004
99. هومي هون مسلسل 2004
100. شو هالحكي مسلسل 2004
101. بقعة ضوء ج4 مسلسل 2004
102. عالمكشوف مسلسل 2004
103. عربيات عدة شخصيات مسلسل 2003
104. مخالب الياسمين مسلسل 2003
105. زمان الصمت مسلسل 2003
106. قانون ولكن مسلسل 2003
107. عرسان اخر زمان مسلسل 2003
108. الفصول الأربعة ج2 برهوم مسلسل 2002
109. وردة لخريف العمر مسلسل 2002
110. الرجل الضاحك فيلم 2002
111. مافي شي مسلسل 2002
112. عش المجانين مسلسل 2001
113. شام شريف مسلسل 2001
114. الملك لله مسلسل 2000
115. سباق للزواج أحمد مسلسل 2000
116. الفصول الأربعة ج1 برهوم مسلسل 1999
117. آخر ايام التوت غنو مسلسل 1999
118. حي المزار حلاق الحي مسلسل 1999
119. رقصة الحبارى مسلسل 1999
120. بقايا صور مسلسل 1999
121. فوازير روايات 1998
122. النصابون مسلسل 1998
123. الطويبي مسلسل 1998
124. الحنطة وبس مسلسل 1998
125. الفراري مسلسل 1997
126. باب الحديد مسلسل 1997
127. هوى بحري مسلسل 1997
128. أحلام أبو الهنا أبو أكرم مسلسل 1996
129. يوميات مدير عام طارق أحمد عبد الحق مسلسل 1996
130. اهلا حماتي مسلسل 1996
131. مدير بالصدفة مسلسل 1996
132. يوميات أبو عنتر زيكو مسلسل 1996
133. نهاية رجل شجاع الزلقوط مسلسل 1994
134. عيلة خمس نجوم أحمد مسلسل 1994
135. طرائف أبي دلامة دلامة مسلسل 1993
136. هجرة القلوب إلى القلوب مسلسل 1990

### إخراج
- حكواتي كافية مسلسل 2009
- يا قدس فيديو كليب للفنانة السورية أصالة نصري 2008

### في المسرح
1. مواطن عالي الجودة
2. مسرحية سوبر ماركت.
3. مسرحية مات تلاتة مرات.
4. مسرحية السمرمر.
5. مسرحية رجل رجل.
6. مسرحية الالية.
7. مسرحية ذاكرة الرماد.
8. مسرحية اللغز.
9. مسرحية ساعة حلوة.
10. مسرحية الفرح فرحين.
11. مسرحية الغزاة.
12. مسرحية الكواكب السحرية.
13. مسرحية فارس الأرض.
14. مسرحية أمير الألحان.

## في السينما
- فيلم صديقى الاخير
- فيلم سيلينا

## روابط خارجية
- أندريه سكاف على موقع IMDb (الإنجليزية)
- أندريه سكاف على موقع قاعدة بيانات الأفلام العربية
- أندريه سكاف على موقع قاعدة بيانات الفيلم (الإنجليزية)